# Карлсен, Карл
Карл Кристиан Педер Карлсен (дат. Carl Christian Peder Carlsen; 1 июля 1880, Копенгаген, Дания — 19 мая 1958, Копенгаген, Дания) — датский борец греко-римского стиля, призёр внеочередных Олимпийских игр.

## Биография
На Летних Олимпийских играх 1906 года в Афинах боролся в весовой категории до 75 килограммов (лёгкий вес)
О регламенте соревнований по борьбе на этих играх известно немного. Соревнования велись по правилам греко-римской борьбы, без ограничения по времени схватки; трое борцов, вышедших в финал, разыгрывали между собой медали в своих весовых категориях. Победители своих категорий разыгрывали между собой абсолютное первенство. Борьбу за медали в лёгком весе вели 12 спортсменов, в финал вышли Рудольф Ватцль, Карлсен и венгр Ференц Холубан. Карлсен в 40-минутной тяжёлой схватке уступил Ватцлю, но победил Ференца Холубана, таким образом оставшись серебряным призёром.
В 1907 году был четвёртым на неофициальном чемпионате Европы и пятым на чемпионате мира.
Принимал участие в Летних Олимпийских играх 1908 года, выступал в категории до 66,6 килограммов (лёгкий вес). Выиграв одну и проиграв вторую схватку, из турнира выбыл, разделив с восемью борцами девятое место.
| Выступление на Олимпийских играх 1908 года | Выступление на Олимпийских играх 1908 года | Выступление на Олимпийских играх 1908 года | Выступление на Олимпийских играх 1908 года | Выступление на Олимпийских играх 1908 года | Выступление на Олимпийских играх 1908 года | Выступление на Олимпийских играх 1908 года |
| Круг                                       | Соперник                                   | Страна                                     | Результат                                  | Баллы                                      | Всего баллов                               | Время схватки                              |
| ------------------------------------------ | ------------------------------------------ | ------------------------------------------ | ------------------------------------------ | ------------------------------------------ | ------------------------------------------ | ------------------------------------------ |
| 1                                          | Фернанд Стеенс                             | Бельгия                                    | Победа Туше                                |                                            |                                            | 9:00                                       |
| 2                                          | Арво Линден                                | Финляндия                                  | Поражение Туше                             |                                            |                                            | 4:15                                       |

Умер в 1958 году.
Отец участницы Олимпийских игр 1936 года Ингер Карлсон, выступавшей в соревнованиях по плаванию на 400 метров вольным стилем. Свёкор серебряного призёра Олимпийских игр 1948 года (плавание, эстафета 4×100 метров вольным стилем), участницы Олимпийских игр 1936 года (плавание, 100 метров вольным стилем) Элви Свендсен.